# Juan Aldama (Zacatecas)

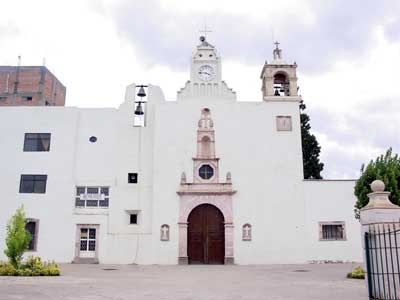
Iglesia católica principal.

Juan Aldama es una ciudad en el noroeste del estado de Zacatecas, México. Es la comunidad más grande y la cabecera municipal del municipio de Juan Aldama. La entidad fue nombrada en honor al insurgente mexicano Juan Aldama. Fue fundada por 400 familias tlaxcaltecas del sur de México que con el permiso del rey Felipe II, y del virrey Don Álvaro Manrrique, dieron permiso de que fueran a colonizar la zona. Juan Aldama fue conocida por otros nombres: San Juan Bautista del Mezquital y Villa Aréchiga. Actualmente cuenta con 15,045 habitantes según censo (2020).

## Toponimia
Juan Aldama es en Honor al Insigne Insurgente que participó junto con Hidalgo en la Independencia de México.

## Símbolos
Escudo
En la parte superior se refleja una vaina de fríjol, semilla que se produce abundantemente en la agricultura actividad esencial de la población, también aparece un olivo indicando que es un pueblo de paz, un libro que refleja la intelectualidad del pueblo, el sol y la luna sobre el agua indicando que en este pueblo existen depósitos naturales de agua muy abundantes. En la parte inferior en uno de los recuadros se logra ver de una vista frontal sobre la calle Hidalgo el Auditório Municipal y al fondo la torre del reloj de la Iglesia de San Juan Bautista. En el otro recuadro se ve al fondo el Cerro Pelón y unas matas de maíz sembradas en una parcela, un tractor y una vaca.

## Historia
Algunos aspectos históricos.
En 1591 fue fundado este pueblo por familias tlaxcaltecas al mando del Capitán mestizo Miguel Caldera, en terrenos de la hacienda de Melilla, propiedad de Francisco Pimentel oriundo de Melilla, España. Ya existían asentamientos de indígenas zacatecos en varios puntos de la región. Fundándose en ese tiempo dos pueblos, uno llamado el Mezquital y otro a ocho leguas de distancia del primero, llamado Santiago, nombrado por Santiaguillo o Santiaguito.
En 1700, el capitán don Nicolás de Minjarez quiso quitarles a los indígenas de esta parte, el sitio de Jalpa (santiaguillo), se hizo un juicio muy ruidoso, ganando los indígenas, en razón de que únicamente le habían arrendado el sitio al referido capitán. Nombrándose a Don León de Berroteran Juez Comisario de medidas. El municipio pertenecía al partido de Nieves, se administraba con una Junta Municipal. En el año de 1880 fue iniciado la construcción del Palacio Municipal actual. 
Juan Aldama tuvo una aportación significativa en la Revolución Mexicana, el primer revolucionario que se presentó por estos lugares y que logró convencer varios partidarios como Librado Galaviz Rojas, Francisco Antonio Galaviz Rojas, Evaristo Pérez, Juan Fraíre, Luis Caro y otros muchos más, fue el general Luis Moya. El 30 de mayo, atacaron la vecina población de Miguel Auza los arriba mencionados, también participó con ellos el general Benjamín Argumedo y dos mil gentes más, en venganza por haber venido tropas oficialistas al mando del coronel Santiago F. Riviero a fusilar al presidente municipal de San Juan del Mezquital y luchador agrario Don Simón Fernández. El 5 de agosto de 1912, el coronel Manuel Caloca muere en la hacienda la Jaralera Durango, combatiendo contra los orozquistas Librado Galaviz Rojas y Evaristo Pérez.
El 8 de septiembre de 1912, muere el general revolucionario Librado Galaviz Rojas, luego que una partida militar lo vino a buscar y perseguir, al mando del veracruzano Cándido Aguilar. En el año de 1931 es considerado para ocupar la presidencia de la República el general Juan José Ríos a la renuncia de Pascual Ortiz Rubio, este personaje también fue gobernador del estado de Colima en el año de 1919; entre otros muchos cargos.

## Geografía
El municipio de Juan Aldama se encuentra situado al norte de la capital del estado de Zacatecas; a los 24° 17' 28" latitud norte y a los 103° 20' 47" latitud oeste del meridiano de Greenwich. Limita al norte con los municipios del estado de Durango: Santa Clara y Simón Bolívar. Al Sur, con el municipio de Río Grande; al Este, con el municipio General Francisco R. Murguía; y al oeste con el municipio de Miguel Auza, correspondientes al estado de Zacatecas. Está ubicado a una altitud de 2023 m s. n. m. y cuenta con una extensión territorial de 657.47 kilómetros cuadrados.

## Clima
Su clima es templado semiseco en verano y frío en invierno con heladas frecuentes y extremosas, tiene una temperatura media de 17 °C. La precipitación pluvial es irregular y escasa de 400 a 450 mililitros como promedio anual.
| Parámetros climáticos promedio de Juan Aldama, Zacatecas (1999 msnm) normales 1981–2010 | Parámetros climáticos promedio de Juan Aldama, Zacatecas (1999 msnm) normales 1981–2010 | Parámetros climáticos promedio de Juan Aldama, Zacatecas (1999 msnm) normales 1981–2010 | Parámetros climáticos promedio de Juan Aldama, Zacatecas (1999 msnm) normales 1981–2010 | Parámetros climáticos promedio de Juan Aldama, Zacatecas (1999 msnm) normales 1981–2010 | Parámetros climáticos promedio de Juan Aldama, Zacatecas (1999 msnm) normales 1981–2010 | Parámetros climáticos promedio de Juan Aldama, Zacatecas (1999 msnm) normales 1981–2010 | Parámetros climáticos promedio de Juan Aldama, Zacatecas (1999 msnm) normales 1981–2010 | Parámetros climáticos promedio de Juan Aldama, Zacatecas (1999 msnm) normales 1981–2010 | Parámetros climáticos promedio de Juan Aldama, Zacatecas (1999 msnm) normales 1981–2010 | Parámetros climáticos promedio de Juan Aldama, Zacatecas (1999 msnm) normales 1981–2010 | Parámetros climáticos promedio de Juan Aldama, Zacatecas (1999 msnm) normales 1981–2010 | Parámetros climáticos promedio de Juan Aldama, Zacatecas (1999 msnm) normales 1981–2010 | Parámetros climáticos promedio de Juan Aldama, Zacatecas (1999 msnm) normales 1981–2010 |
| Mes                                                                                     | Ene.                                                                                    | Feb.                                                                                    | Mar.                                                                                    | Abr.                                                                                    | May.                                                                                    | Jun.                                                                                    | Jul.                                                                                    | Ago.                                                                                    | Sep.                                                                                    | Oct.                                                                                    | Nov.                                                                                    | Dic.                                                                                    | Anual                                                                                   |
| --------------------------------------------------------------------------------------- | --------------------------------------------------------------------------------------- | --------------------------------------------------------------------------------------- | --------------------------------------------------------------------------------------- | --------------------------------------------------------------------------------------- | --------------------------------------------------------------------------------------- | --------------------------------------------------------------------------------------- | --------------------------------------------------------------------------------------- | --------------------------------------------------------------------------------------- | --------------------------------------------------------------------------------------- | --------------------------------------------------------------------------------------- | --------------------------------------------------------------------------------------- | --------------------------------------------------------------------------------------- | --------------------------------------------------------------------------------------- |
| Temp. máx. abs. (°C)                                                                    | 30                                                                                      | 30.5                                                                                    | 35                                                                                      | 37                                                                                      | 38                                                                                      | 39.5                                                                                    | 35                                                                                      | 35                                                                                      | 33                                                                                      | 32.5                                                                                    | 31                                                                                      | 30                                                                                      | 39.5                                                                                    |
| Temp. máx. media (°C)                                                                   | 20.5                                                                                    | 22.4                                                                                    | 25.4                                                                                    | 28.6                                                                                    | 31.0                                                                                    | 30.8                                                                                    | 27.9                                                                                    | 27.5                                                                                    | 25.9                                                                                    | 25.2                                                                                    | 23.2                                                                                    | 21.1                                                                                    | 25.8                                                                                    |
| Temp. media (°C)                                                                        | 12.1                                                                                    | 13.5                                                                                    | 16.0                                                                                    | 19.0                                                                                    | 21.9                                                                                    | 22.9                                                                                    | 21.2                                                                                    | 20.9                                                                                    | 19.3                                                                                    | 17.4                                                                                    | 14.7                                                                                    | 12.7                                                                                    | 17.6                                                                                    |
| Temp. mín. media (°C)                                                                   | 3.6                                                                                     | 4.6                                                                                     | 6.5                                                                                     | 9.5                                                                                     | 12.7                                                                                    | 15.0                                                                                    | 14.4                                                                                    | 14.3                                                                                    | 12.7                                                                                    | 9.6                                                                                     | 6.1                                                                                     | 4.3                                                                                     | 9.4                                                                                     |
| Temp. mín. abs. (°C)                                                                    | -7                                                                                      | -6.5                                                                                    | -3                                                                                      | -2                                                                                      | 5.5                                                                                     | 9.5                                                                                     | 8.5                                                                                     | 2.5                                                                                     | 4                                                                                       | -3.5                                                                                    | -5                                                                                      | -14                                                                                     | -14                                                                                     |
| Precipitación total (mm)                                                                | 7.9                                                                                     | 9.2                                                                                     | 1.7                                                                                     | 5.6                                                                                     | 12.9                                                                                    | 66.2                                                                                    | 100.8                                                                                   | 105.1                                                                                   | 82.5                                                                                    | 27.9                                                                                    | 12.3                                                                                    | 7.2                                                                                     | 439.3                                                                                   |
| Fuente: Servicio Meteorológico Nacional                                                 |                                                                                         |                                                                                         |                                                                                         |                                                                                         |                                                                                         |                                                                                         |                                                                                         |                                                                                         |                                                                                         |                                                                                         |                                                                                         |                                                                                         |                                                                                         |

## Hidrografía
En este municipio no se encuentran corrientes superficiales significativas o de importancia y los arroyos que existen tienen caudal únicamente en la temporada de lluvias, excepto los arroyos La Almoloya y La Pila, por filtraciones que emanan de estos; dos manantiales que se localizan en la Cabecera Municipal que se conocen como “Ojo de Agua” y “La Pila”, durante todo el año tienen escurrimientos de bajo Volumen pero continuo, su infraestructura hidráulica es de pozos para uso agrícola y bordos de abrevaderos. Existe un manantial de propiedad privada que se vio seriamente afectado por la perforación sistemática de pozos profundos y se conoce como “El Ojito”.

## Principales ecosistemas
Flora 
La vegetación espontánea la constituyen cactus, huizache y mezquite en menor cuantía esto en el terreno accidentado, y en el terreno plano huizache, mezquite, chaparro prieto, cenizo, cardenche, palma zacatecana, nopal y pastos (zacate pajón, macho y hembra), zacate chino, zacate cortador (para elaborar escobas y construir chozas o techos)
Fauna 
La fauna silvestre que existe es el conejo, liebre, puma, gato montes, coyote, zorra, mapache, codorniz, paloma guillota y paloma ala blanca, chanate, cuervo, jabalí, águila, ardilla, onza, tachalote, lisa, gorrión, pájaro carpintero, tecolote, caleandra, ave de rapiña, chanate pecho amarillo, etc.

## Características y uso de suelo
Los terrenos de este municipio pertenecen a la clasificación semiárida, sin suelo completo de montaña y pequeña porciones de suelos chesnut o castaños con escasa humedad. Los suelos agrícolas son profundos, de color rojo, arcillo arenosos y grises arlisiosos, con drenaje regular y baja fertilidad, con una capa arable de 10 a 20 centímetros de profundidad.
La región corresponde a formaciones del Triásico Cenozoico, y está constituida por brecha y toba de composición variable de basalto a riolita, lutita filitica calcárea y rocosa volcánica.
El 76 % del territorio municipal es agrícola, y se utiliza para la siembra de cultivos de temporal, maíz y fríjol y un 3% es de riego, un 12% está ocupado de vivienda, un 4% en comercio y un 5% en oficina y espacios públicos. 

### Héroes locales

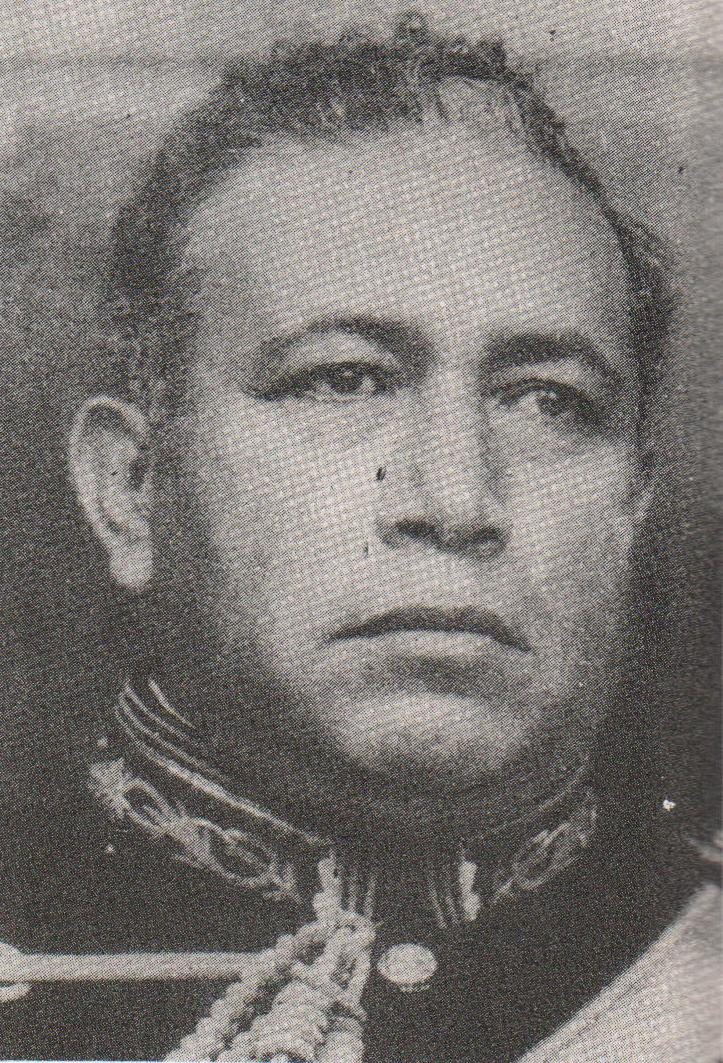
Juan José Ríos.

Caudillo de la Revolución Mexicana, preso en San Juan de Ulúa cinco años por escribir un artículo en contra de Don Porfirio Díaz.
El general Juan José Ríos intentó irse de bracero a los Estados Unidos en 1902, llegando sólo hasta Mapimí. Posteriormente estuvo de dependiente en el negocio La Palestina (después La Nacional, luego Tienda del Río y actualmente La Michoacana).
Estando ahí escribió un artículo firmado en contra del régimen de Porfirio Díaz, que se publicó en un periódico (unos dicen que el Diario del Hogar, de Filomeno Mata y otros que Regeneración de los hermanos Flores Magón).
A raíz de esto fue aprehendido por la "Cordada" acusado de rebelión contra los poderes de la nación y llevado en una yegua prieta hasta Nieves y de ahí a la Capital del Estado; donde fue enviado al puerto jarocho, al fatídico penal de los presos políticos antiporfiristas, la Fortaleza de San Juan de Ulúa.
En 1911 al ser liberados los prisioneros por los maderistas, se trasladó a Torreón, llegando a la casa que era de la Meza en la Avenida Hidalgo, donde se ubicaba la cantina Las Playas. Luego Juan José Ríos, se dirigió a San Juan del Mezquital uniéndose más adelante a las fuerzas insurrectas de Manuel Diéguez, uno de los líderes de la Huelga de Cananea y que había sido un compañero en el penal de Ulúa.
Ahí comenzó la carrera revolucionaria, militar y política del general Juan José Ríos, nacido en la Ciénega de San Francisco, hoy Juan José Ríos en su nombre y que pertenece a la cabecera municipal de Juan Aldama, Zacatecas.

## Economía
En Juan Aldama, Zacatecas, la economía se constituye principalmente del comercio y la siembra del maíz y frijol.  Algunos nuevos tipos de economía han emergido debido a una situación económica difícil para el campo y a nivel nacional.

## Cultura

### Fiestas locales
24 de junio: Se celebra la festividad de San Juan Bautista, con kermeses, quema de pólvora, desfiles y eventos nocturnos.  Una fiesta pagano-religiosa arraigada en estas tierras.
Entre la última semana de octubre y la primera de noviembre se realiza la feria regional Juan Aldama con actividades para todos los gustos.

### Folclore y costumbres
Juan Aldama tiene un pueblo rico en costumbres. Entre las más arraigadas están el hacer homenaje al Santo Patrono San Juan Bautista, el 24 de junio. Cada año se celebra esta festividad con procesiones diarias durante nueve días desde la Secundaria Gustavo Díaz Ordaz, hasta la Parroquia de San Juan Bautista.
En Semana Santa, se celebran los encuentros juveniles en la Parroquia de San Juan Bautista. El Centro Cultural organiza eventos pagano-religioso-culturales. Llegan a la ciudad equipos de baloncesto de diversas partes de la República Mexicana, para disputarse el Cuadrangular Anual de Semana Santa, enfrentándose a un seleccionado local, durante los días Jueves Santo, Viernes Santo y Sábado de Gloria. El Sábado de Gloria se celebra con un baile en algún casino de la ciudad.
Otra de las fiestas es la de muertos, celebrada el 2 de noviembre de cada año, fecha en que se rinde homenaje a todos los que se nos adelantaron hacia el otro mundo. Coincide con el tiempo de feria y transforma la fiesta de los muertos en un día muy especial.
En el barrio de "Las flores" (conocido más bien como "La rata"), cada 19 de marzo se festeja a San José. Los días 18, 19 y 20 son dedicados al santo del que lleva nombre la capilla y la danza de ese barrio. La danza de San José  (danza de palma y pluma), participa en la celebración, siendo esta una de las atracción principales del festejo. La danza de San José es de las más reconocida y la de mayor antigüedad. Es una representación cultural y patrimonio de Juan Aldama, Zacatecas.
Y por último, la festividad nacional del 12 de diciembre, Día de la Virgen de Guadalupe, donde todos se unen para rendir el más grande festín a la Morena; también aquí durante nueve días hay procesiones, que van desde la Parroquia de San Juan Bautista, hasta el Santuario de Nuestra Señora de Guadalupe, que se encuentra en el Barrio Los Hernández.

### Monumentos y lugares de interés
- El Pozo de la Pila.
- La Alameda.
- El campo Jarillas
- El Ojo de Agua.
- La antigua Ciénega de San Francisco, hoy Juan José Ríos.
- La Parroquia de San Juan Bautista.
- El Santuario de Guadalupe en Los Hernández.
- Ojitos de Santa Lucía.
- La Plaza Zaragoza, donde encuentras el tradicional Atole de grano (trigo), gorditas de horno y semitas.
- La Plaza del ausente, cada año lugar de reunión entre paisanos que nos visitan.

- Las Huertas.
- Edificio del Palacio Municipal.
- La Plaza de Toros.

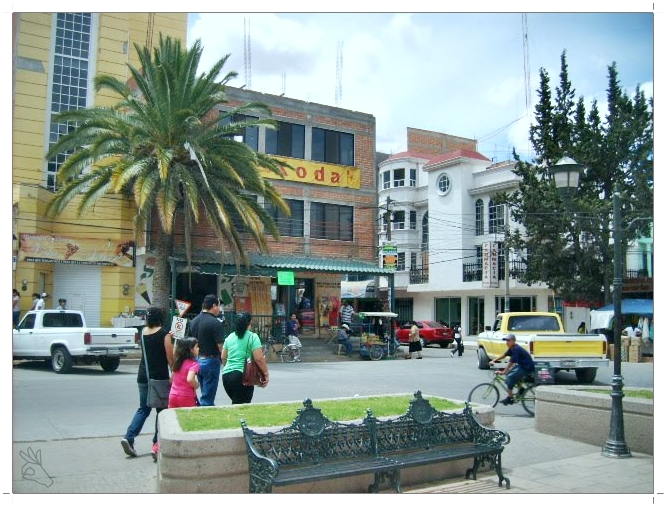
centro de juan aldama

- Museo Gral. Juan José Ríos. (en la población de Juan José Ríos)

Cercanos a la Ciudad de Juan Aldama (fuera del municipio o del estado), se encuentran los siguientes sitios:
- Miguel Auza, joya colonial.
- La Honda, Colonia Menonita en el estado de Zacatecas.
- Balnearios La Concha y Belem, en el estado de Durango.
- El Berrendo.
- Presa San Antonio o Laguna de Patos.

### Alimentos tradicionales del lugar
Semitas y empanadas integrales.
Gorditas de Horno y Condochis.
Asado de Boda, sopas y demás guisados.
Las "reliquias".
Atole de grano.
El Aguamiel.
Tamales.
Las tunas.
O con algunas artesanías que se producen localmente como la flor de Maguey. Que se caracteriza por su belleza y técnica, realizada por manos juanaldameñas.

### Feria Regional Juan Aldama
Cada año entre la última semana de octubre y la Primera de noviembre se lleva a cabo la tradicional Feria Regional Juan Aldama, organizada por el Patronato de la Feria en conjunto con la Presidencia Municipal de Juan Aldama, Zacatecas. En estas fechas se celebra el encuentro anual Día del Ausente, fecha en que se reúnen los juanaldameños que radican en otros parajes del planeta.
Entre las actividades con las que se cuenta están:
- Eventos Culturales, organizados por el Centro Cultural.
- Actividades Deportivas, dirigidas por el Instituto Municipal del Deporte.
- Juegos Mecánicos.
- Teatro del Pueblo.
- Bailes y Noches Disco.
- kermeses
- Celebración anual del Ausente, con diversos eventos a lo largo del día.
- Exposición Ganadera.
- Muestras artísticas: pintura, escultura y música.

Danza de Los Matachines del Calvario
Dentro de los festejos más arraigados de Juan Aldama se encuentran las Fiestas de mayo, El barrio de El Calvario es uno de los pioneros de tal expresión cultural. Comienza en la tarde del 2 de mayo, para continuar el 3 y 4 de ese mes. Realizando una de las danzas más antiguas y populares de la comunidad (de pluma); que es un ajuar encabezado por una corona de flores de maguey decoradas, pañuelos bordados y una manta sujeta con una faja, la espaldera decorada de manera llamativa y huaraches. Es bueno mencionar que en esta fiesta hay misas, música, primeras comuniones y la atracción desde hace años la pólvora. Pues bien que esta fiesta pasó de ser de barrio a toda la comunidad, pues con juegos mecánicos miles de personas puntualizan en esta ciudad para festejar a la Santa Cruz del Calvario, aparte de la intervención del coloquio (obra de teatro) que llama la atención de la gente.
El día 14 de mayo comienza la danza de Los Matachines del Calvario, que tiene una antigüedad aproximada de 51 años. Reúne a través del tiempo diferentes generaciones, ahora los nietos y bisnietos de los iniciadores de este gran acto de cultura y fe son los que llenan las filas del grupo dancístico. El ajuar de esta danza llamativo con un calzoncillo, calcetas y playera bordada de color rojo. También el lujo: la nahulla, hecha a mano artesanalmente y de costos elevados decorada con carrizo, colorines, lentejuelas y terciopelo. Todo esto coronado con una monterilla (penacho) forrado de plumas de colores (muchas veces hecho todo esto con la imaginación e ingenio de los mismos danzantes). Para terminar, unos huaraches tejidos a mano (correas y baqueta) con una gran plataforma de tabla que hace lo más atractivo al bailar y escuchar los pasos al ritmo de la tambora, sobresaliendo el sonido con el cansancio que provocan estos huaraches de madera. Esta danza tan popular trae con si las fechas tradicionales donde se presentan, que son: el 14, 15 y 16 de mayo, el 24 de junio, el 1 de septiembre y el 12 de diciembre. También peregrinaciones de los barrios vecinos y comunidades vecinas. Popular y conocida en municipios de la región que abarcan distintas comunidades rurales de Durango y Zacatecas.  Se han presentado en ciudades como Zacatecas, Fresnillo, entre otras.

## Personas destacadas
- Miguel Galván
- Juan José Ríos
- Evaristo Pérez